# クヌーズオーエ・リスエア
クヌーズオーエ・リスエア（Knudåge Riisager、1897年3月6日 - 1974年12月26日）はデンマークの作曲家。

## 経歴
エストニアのクンダ出身。両親はデンマーク人でクンダでセメント工場を経営していた。コペンハーゲンで政治学とともに音楽をオット・マリングとペーザー・グラムについて学んだ。その後パリに留学して、ポール・ル・フレムとアルベール・ルーセルに師事した。パリではフランス6人組と交流を持ち、イーゴリ・ストラヴィンスキーからも作曲を学んだ。1932年にはライプツィヒでヘルマン・グラプナーについて学んだ。
1956年から1967年までデンマーク音楽アカデミーで教職についた。作品には交響曲、管弦楽曲、室内楽曲、歌曲などがあり、音楽学についての文章も残している。

## 作品
- 序曲「エラスムス・モンターヌス」（1920）
- 4つのエピグラム～ピアノのための（1921）
- 弦楽四重奏曲第3番（1922）
- ソナタ～ヴァイオリンのための（1923）
- 交響曲第1番（1925）
- 交響曲第2番（1927）
- バレエ「カクテル・パーティー」（1930）
- ソナタ～ピアノのための（1932）
- トランペットと弦楽のためのコンチェルティーノ（1933）
- 小序曲（1934）
- バレエ「ダルデュース」（1935-36）
- セレナーデ（1936）
- バレエ「愚か者の楽園」（1936-40）
- パルティータ（1937）
- バレエ「郵便馬車の12人」（1939）
- 夏の狂詩曲（1943）
- デンマーク自由の歌(Danmarks frihedssang)　(1945)
- バレエ「エチュード」（1947）
- ヴァイオリン協奏曲（1951）
- バレエ「月のトナカイ」（1956）

## 文献
- Michael Fjeldsøe: Den fortrængte modernisme - den ny musik i dansk musikliv 1920-1940. København: Hr. Nilsson, 1999. 397 p., ISBN 8798762907
- Nils Schiørring: Riisager, Knudåge, in: Dansk biografisk leksikon 3. udg. bd.12 (1982), s.219-222.
- Nils Schiørring: Musikkens Historie i Danmark bd.3. København: Politikens Forlag, 1978. 3 vols., vol. 1: Fra oldtiden til 1750. 346 p.; vol. 2: 1750-1870 360 p; vol. 3: 1870-1970'erne: 364 p., ISBN 8756727313, ISBN 8756727291